# Mantispa fuliginosa
Mantispa fuliginosa is een insect uit de familie van de Mantispidae, die tot de orde netvleugeligen (Neuroptera) behoort. 
Mantispa fuliginosa is voor het eerst wetenschappelijk beschreven door Loew in Hagen in 1859.